# Golaten
Golaten là một đô thị ở huyện Laupen ở bang Bern ở Thụy Sĩ. Đô thị này có diện tích 2,8 km², dân số năm 2006 là 300 người.
Có 2 thị trấn trong đô thị này là Golaten và Lachen.
Golaten nằm ở cao nguyên Thụy Sĩ bên hồ nhân tạo Niederried.